# Kemalismo

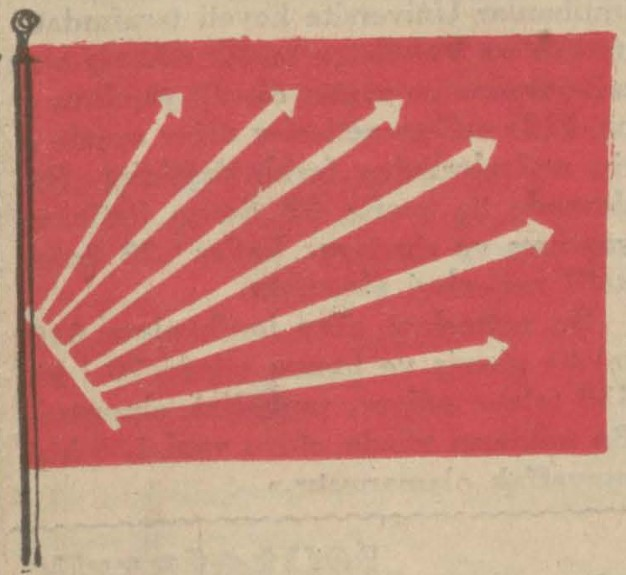
Bandeira do movimento kemalista, as "Seis Flechas".

Kemalismo, também conhecido como ideologia kemalista (em turco: Kemalizm, Kemalist ideoloji, Atatürkçülük, Atatürkçü düşünce), ou ainda "Seis Setas" ou "Seis Flechas" (turco: Altı Ok) é o princípio político e ideológico que define as características básicas da República da Turquia, da maneira em que foram formuladas pelo líder do Movimento Nacional Turco, Kemal Atatürk. 
A ideologia kemalista, que encontrou sua expressão nas Reformas de Atatürk, procurava criar um Estado-nação moderno, democrático e secular, guiado pelos progressos educacional e científico, fundamentados sobre os princípios do positivismo, racionalismo e do Iluminismo.
Muitas das ideias-chave do kemalismo iniciaram-se durante a fase posterior do Império Otomano como parte de um sério conjunto de reformas conhecido por Tanzimat que tinham por objetivo evitar o colapso do Império. Em meados do século XIX os Jovens Otomanos, insatisfeitos com o Tanzimat por considerarem que as reformas não tinham a profundidade necessária criaram a ideologia do nacionalismo otomano como forma de evitar o sectarismo étnico dentro do Império, além de manter uma influência islâmica mais branda e introduzir pela primeira vez a democracia. Porém no início do século XX os Jovens Turcos abandonaram os ideais de nacionalismo otomano em favor de um nacionalismo turco, ao passo que adotaram um caráter ocidentalizante. Após a queda do Império Otomano, provocada pela derrota na Primeira Guerra Mundial e influenciado tanto pelos jovens otomanos quanto pelos jovens turcos, Mustafa Kemal que buscava evitar a todo custo que seu país fosse transformado em uma colônia europeia liderou o país num processo que culminaria na independência da Turquia em 1923. Mustafa Kemal havia combinado elementos dos dois movimentos, como secularismo e nacionalismo turco, ao mesmo tempo que trouxe reformas profundas na sociedade, como acesso gratuito à educação e uma visão de estado que permaneceria sendo seguida mesmo após sua morte.